# 칼하트
칼하트(영어: Carhartt, Inc)는 미국의 의류회사이다. 1889년에 설립되었으며, 본래 작업복 위주 회사였다.

## 역사
1889년 해밀턴 칼하트는 2대의 재봉틀과 5명의 직원으로 시작하여 해밀턴 칼하트 & 컴퍼니를 설립했다. 1910년까지 칼하트는 애틀란타, 디트로이트, 달라스, 샌프란시스코, 워커 버빌, 토론토, 밴쿠버 및 리버풀의 재봉 시설 공장, 사우스 캐롤라이나 및 조지아의 공장을 포함하도록 성장했다.
1911년 칼하트 오토모빌 코퍼레이션(Carhartt Automobile Corporation)이라는 회사 명으로 자동차를 생산하기 시작했으나, 2년 후에 자동차 회사는 실패했고, 해밀턴은 그의 옷 라인을 계속 성장시켰다. 1차 세계 대전 당시 미군에 대한 제복을 만들기 위해 칼하트(Carhartt) 7개 시설을 정부에 제공했으며 2차 세계 대전 당시 미 해군을 위한 데님과 여성용 작업복을 제공했다.
1937년 해밀턴은 사망한 이후 그의 아들 ylie의 딸의 배우자 Robert Valade이 회사를 경영하였다. US 라인은 미국에서 만든 브랜드 이고 WIP 라인은 유럽에서 파생되어 US 라인과 협력했기에 그 둘은 다른 브랜드이다.